# Gliese 710
Gliese 710 este o stea pitică portocalie din Calea Lactee, în constelația Șarpele, situată la 63 de ani-lumină de Soare.
Această stea se caracterizează printr-o mișcare proprie extrem de slabă și o deplasare spre albastru notabilă pentru o stea atât de apropiată. Acest fapt semnifică faptul că ea se apropie de Sistemul Solar și va trece prin apropierea acestuia.
După datele lui Hipparcos, aceată stea se va apropia foarte mult de Soare de acum în 1,4 milioane de ani, și poate chiar pătrunde în Norul lui Oort la 70.000 ua, adică la circa 1,1 al. În trecut, steaua Beta Persei (Algol) a cunoscut o soartă similară.
Nu este exclus ca trecerea stelei Gliese 710, peste 1,4 milioane de ani, să perturbe Norul lui Oort și să provoace un aflux de comete spre Sistemul Solar intern.